# Berndt Didrik Mörner
Ej att förväxla med Berndt Didrik Mörner (1639-1710), landshövding i Blekinge län 1700-1706.
Berndt Didrik Mörner, född som Berndt Didrich von Mörner, född 1570, död 1610, var en svensk hovmarskalk, lärare till Gustav II Adolf.

## Biografi
Mörner var son till Brandeburgska rikskammarrådet Ludvig von Mörner och Katarina von Marwitz. Mörner fick år 1599 en tjänst inom svenska hovet som inspektor och hovmästare för den femårige prinsen  Gustav Adolf. Efter 11 år efterträdde han sin bror Otto Helmer Mörner som kung Karl IXs hovmarskalk. 
År 1606 fick han Wiks slott i Balingsta i Uppland. Slottet hade dragits in från Claes Bielke vilken tagit Sigismunds parti. 
Gift med Anna von der Grünau, kammarjungfru hos Karl IX:s drottning, Kristina av Holstein-Gottorp.

### Familj
Mörner gifte sig 1605 med Anna von der Grünau, dotter till den sachsiske ståthållaren Georg Mauritzson von der Grünau och dennes hustru Anna Ottosdotter von Lipradt. De fick tillsammans barnen majoren Gustaf Adolf von Mörner (död 1632) vid Södermanlands kavalleriregemente, Christina von Mörner (1608–1670) som var gift med översten Anders Körning, och Anna Catharina von Mörner (död 1671) som var gift med översten Otto v. Schulman (Ösel 29. III. 1601-Stockholm24. XI. 1653), «Oberkommandant von Leipzig», senere Stralsund, herre til Ropaka og Thomel (Ösel).